# Aracaju FC
Aracaju FC is een Braziliaanse voetbalclub uit Aracaju in de staat Sergipe. 

## Geschiedenis
De club werd opgericht in 2004. In 2012 werd de club een profclub en ging in de Série A2 van het Campeonato Sergipano spelen. Na één jaar trok de club zich weer terug uit de competitie en keerde in 2014 terug. Sindsdien is de club steeds present in de tweede divisie, maar maakte nog geen kans op promotie.